# Trophallaxie

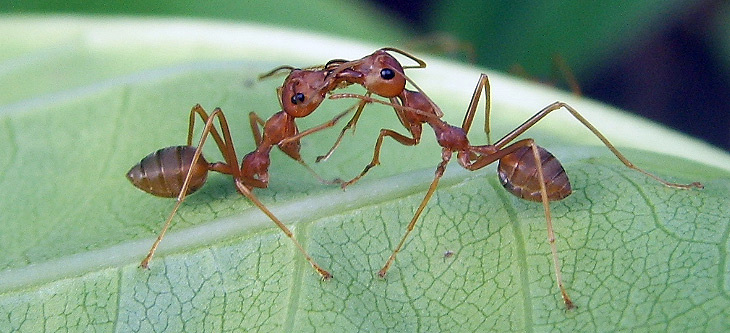
Trophallaxie entre deux ouvrières Oecophylla smaragdina, Thaïlande.

La trophallaxie (du grec ancien : τροφή / trophế, « nourriture », et ἄλλαξις / állaxis, « échange ») est un mode de transfert de nourriture utilisé par certains insectes hyménoptères.

## Trophallaxie stomodéale
Les ouvrières d'hyménoptères sociaux tels que les fourmis, les abeilles et les guêpes possèdent deux estomacs : le premier, le jabot social, est destiné au transport et au stockage de matériaux liquides comme du nectar, du miellat et de l'eau ; le second estomac est destiné à la digestion de l'insecte lui-même. 
La trophallaxie consiste en une régurgitation des matériaux liquides contenus dans le jabot social et ainsi leur partage. Une des finalités de ce processus est de nourrir d'autres individus de la colonie, mais ce transfert n'est pas exclusivement alimentaire : il permet de déplacer des matériaux, comme l’eau que les guêpes utilisent pour bâtir leur nid de papier, et également de communiquer certaines informations concernant la source de nourriture partagée, ainsi que le statut social des individus. 
Chez l'abeille mellifère, la goutte de nectar récoltée par la butineuse est régurgitée puis passée de bouche d'ouvrière en bouche d'ouvrière pour permettre son séchage, son eau étant évaporée et ses différents sucres concentrés. Ce faisant, les ouvrières y ajoutent des sucs digestifs qui améliorent la digestibilité de l'aliment. Cette étape de séchage est de la trophallaxie. À partir de 40 à 50 % d'humidité, ce nectar pré-séché est déposé dans les alvéoles et pris en charge par les ventileuses qui battent des ailes pour descendre l'humidité du produit à moins de 20 %, ce qui donne le miel,.

## Trophallaxie proctodéale
La trophallaxie proctodéale est le transfert de substances contenues dans l’intestin postérieur d’un insecte (proctodeum), qui passent par son anus et sont ingurgitées par un autre individu. De tels échanges permettent ainsi aux insectes sociaux de renouveler la flore intestinale (protozoaires et bactéries symbiotiques) qu’ils perdent après chaque mue. Elle s'oppose à la trophallaxie stomodéale, qui est un transfert de bouche à bouche.
Ce type de transfert de liquide est principalement pratiqué par les termites et les blattes du genre Cryptocercus (en).